# Neocrepidodera interpunctata
Neocrepidodera interpunctata is een keversoort uit de familie bladkevers (Chrysomelidae). De wetenschappelijke naam van de soort werd in 1859 gepubliceerd door Victor Ivanovitsch Motschulsky.